# 石川五右衛門 (テレビドラマ)
『石川五右衛門』（いしかわごえもん）は、松竹株式会社とテレビ東京が製作し、2016年10月14日から同年12月2日までテレビ東京の『金曜8時のドラマ』で放送された連続テレビ時代劇である。全8回。主演は歌舞伎役者の十一代目市川海老蔵（現：十三代目市川團十郎）。

## 概要
本作は十一代目市川海老蔵が、2009年八月歌舞伎（新橋演舞場）にて主演した樹林伸原作・脚本の同名の新作歌舞伎を連続テレビドラマ時代劇として映像化するものである。
本作も歌舞伎同様に樹林伸が脚本を担当し、主演も海老蔵自身が務める。海老蔵のテレビドラマ主演は前名の七代目市川新之助を名乗っていた当時の『武蔵 MUSASHI』（2003年度NHK大河ドラマ）以来で、十一代目海老蔵を襲名してからは初となる。
11月25日放送の第7話は、金曜21:00の『所さんの学校では教えてくれないそこんトコロ!』、金曜22:00の『たけしのニッポンのミカタ!』との合体特番『たけし&所さん&海老蔵も! 超合体SP』（18:59 - 22:48）内の一本として、20:00 - 20:52（通常時より2分早終了）に放送。バラエティ番組同士の合体特番は多いが、テレビドラマを含めた合体特番は珍しい。
同一枠内の時代劇は「刺客請負人（第2シーズン）」以来、テレビ東京の連続時代劇としては「主水之助七番勝負〜徳川風雲録外伝〜」以来である。また、民放地上波でレギュラー放送された時代劇は2019年現在、当作品が最後となっている。

## キャスト

### 石川五右衛門一派
- 石川五右衛門：市川海老蔵
- 三上の百助：山田純大
- 足柄の金蔵：前野朋哉
- 堅田の小雀：高月彩良

### 奥山道場
- おりつ：田中美里
- 五郎市：南岐佐
- 奥山公継：益岡徹
- 奥山奈々：AnJu

### 豊臣政権関係者
- 豊臣秀吉：國村隼
- 石田三成：丸山智己
- 前田玄以：榎木孝明
- 茶々：比嘉愛未 [5]
- 榊基次：棚橋弘至（第3話 ‐ ）

### ゲスト

#### 第2話
- 岩川次郎吉：渡辺裕之
- 市原九太夫：金山一彦
- 鉄ヶ嶽：脇知弘
- 岩川礼三郎：佐藤瑠生亮

#### 第3話
- 美濃屋利兵衛：山田明郷
- 加賀屋甚右衛門：西村和彦

#### 第4話
- 深田頼近：片岡愛之助
- 山中権八：山本裕典
- 本庄茂平次：池内万作
- 大木辰馬：本田博太郎

#### 第5話
- 庄右衛門：竜雷太
- 伊藤次盛：木村祐一（第6話）
- 茂吉：市川九團次
- 平助：永野宗典

#### 第6話
- 嵐之助：高橋努
- 雪丸：市川新十郎
- 岩六：深水元基
- 百地三太夫：谷口高史

#### 第7話・最終話
- 徳川家康：林家正蔵
- 服部半蔵：浜田学
- 青龍：竹下健人
- 白虎：井上拓哉
- 霧隠才蔵：姜暢雄

## スタッフ
- 原作：樹林伸
- ナレーション：春風亭小朝
- 脚本：樹林伸、渡辺雄介、森下直、大原久澄、山本むつみ
- 監督：石原興、服部大二、井上昌典
- 音楽：川井憲次
- 主題曲：上妻宏光「月夜の影～石川五右衛門のテーマ～」
- 人物デザイン監修：柘植伊佐夫
- 衣装デザイン協力：松本圭祐
- 殺陣：清家三彦
- アクション：中村健人
- スタジオ協力：東映京都撮影所
- 技術協力：IMAGICAウェスト
- プロデュース：松本拓、佐々木淳一、渡邊竜、山田尚史、亀井威
- チーフプロデューサー：山鹿達也
- 製作協力：松竹撮影所
- 製作：テレビ東京、松竹

## 放送日程
| 各話                                                         | 放送日   | サブタイトル                                                                                   | 脚本       | 監督     | 視聴率 | 備考                                          |
| ------------------------------------------------------------ | -------- | ---------------------------------------------------------------------------------------------- | ---------- | -------- | ------ | --------------------------------------------- |
| 第1話                                                        | 10月14日 | 大泥棒は庶民の味方 新ヒーローvs関白秀吉 黄金の五重塔を盗め！暗い世の中に“絶景”花火打ち上げSP！ | 樹林伸     | 石原興   | 6.0%   | 初回2時間スペシャル                           |
| 第2話                                                        | 10月21日 | 庶民だます詐欺団!? 父子の絆を裂く卑劣な悪党に怒りの成敗！                                      | 渡辺雄介   | 服部大二 |        |                                               |
| 第3話                                                        | 10月28日 | 町の灯りを盗り返せ!! 油買占めの黒幕の罠!? 最凶の敵に絶体絶命                                   | 樹林伸     | 服部大二 |        |                                               |
| 第4話                                                        | 11月04日 | 父の仇討ちの裏に罠…悪家老の陰謀を叩け！                                                        | 森下直     | 井上昌典 |        |                                               |
| 第5話                                                        | 11月11日 | 庶民を苦しめるゲス奉行を成敗！仲間の裏切？五右衛門捕まる                                       | 大原久澄   | 井上昌典 |        |                                               |
| 第6話                                                        | 11月18日 | vs伊賀の忍者軍団!? 襲撃から庶民を守れ！茶々盗まれ秀吉逆襲                                      | 山本むつみ | 石原興   |        |                                               |
| 第7話                                                        | 11月25日 | 秀吉vs家康vs五右衛門 天下騒乱の秘宝巡り、大激突！                                              | 樹林伸     | 石原興   |        | 『超合体SP』内の一本として20:00 - 20:52で放送 |
| 最終話                                                       | 12月02日 | さらば、五右衛門！秀吉と運命の直接対決…釜茹で刑の衝撃真実                                      | 樹林伸     | 石原興   |        |                                               |
| （視聴率はビデオリサーチ調べ、関東地区・世帯・リアルタイム） |          |                                                                                                |            |          |        |                                               |